# Prakla-Seismos
Prakla-Seismos (in eigener Schreibweise PRAKLA-SEISMOS) war eine weltweit tätige Prospektionsfirma, die 1963 aus der Fusion der Unternehmen Prakla und Seismos entstanden ist. Die Seismos GmbH zur Erforschung von Gebirgsschichten und nutzbaren Lagerstätten nach dem seismischen Verfahren wurde am 4. April 1921 durch Ludger Mintrop in Dortmund gegründet und von fünf deutschen Montankonzernen getragen. Die Gesellschaft für praktische Lagerstättenforschung GmbH, später Prakla, wurde am 23. März 1937 in Berlin gegründet und übernahm Seismos im Jahr 1963 in Hannover.

## Geschichte

### Gründung von Seismos
Der Markscheider und Geophysiker Ludger Mintrop entwickelte bereits vor und während des Ersten Weltkriegs den ersten feldtauglichen Seismographen. Mit ihm konnte markante Gesteinsgrenzen in der Tiefe mit großer Genauigkeit erfasst werden. Dieses Verfahren war ursprünglich für den Bergbau vorgesehen, erlangte aber mit dem Aufstreben der Ölindustrie in diesem Bereich große Bedeutung. Die Trefferquote bei Tiefbohrungen war nach dem Ersten Weltkrieg – insbesondere in den Vereinigten Staaten, dem damals wichtigsten Ölland – ins Bodenlose abgesunken, was Panik auslöste. Die USA hatten die Ölversorgung der Alliierten während des Krieges fast alleine alimentiert. Nach dem Krieg waren ihre Tanks leer und die unzähligen Bohrungen, die man niederbrachte, waren mit einer Ausnahme nicht erfolgreich. So wurden Methoden angewendet, die den Experten suspekt erschienen und häufig als Wünschelrutengängerei verspottet wurde.

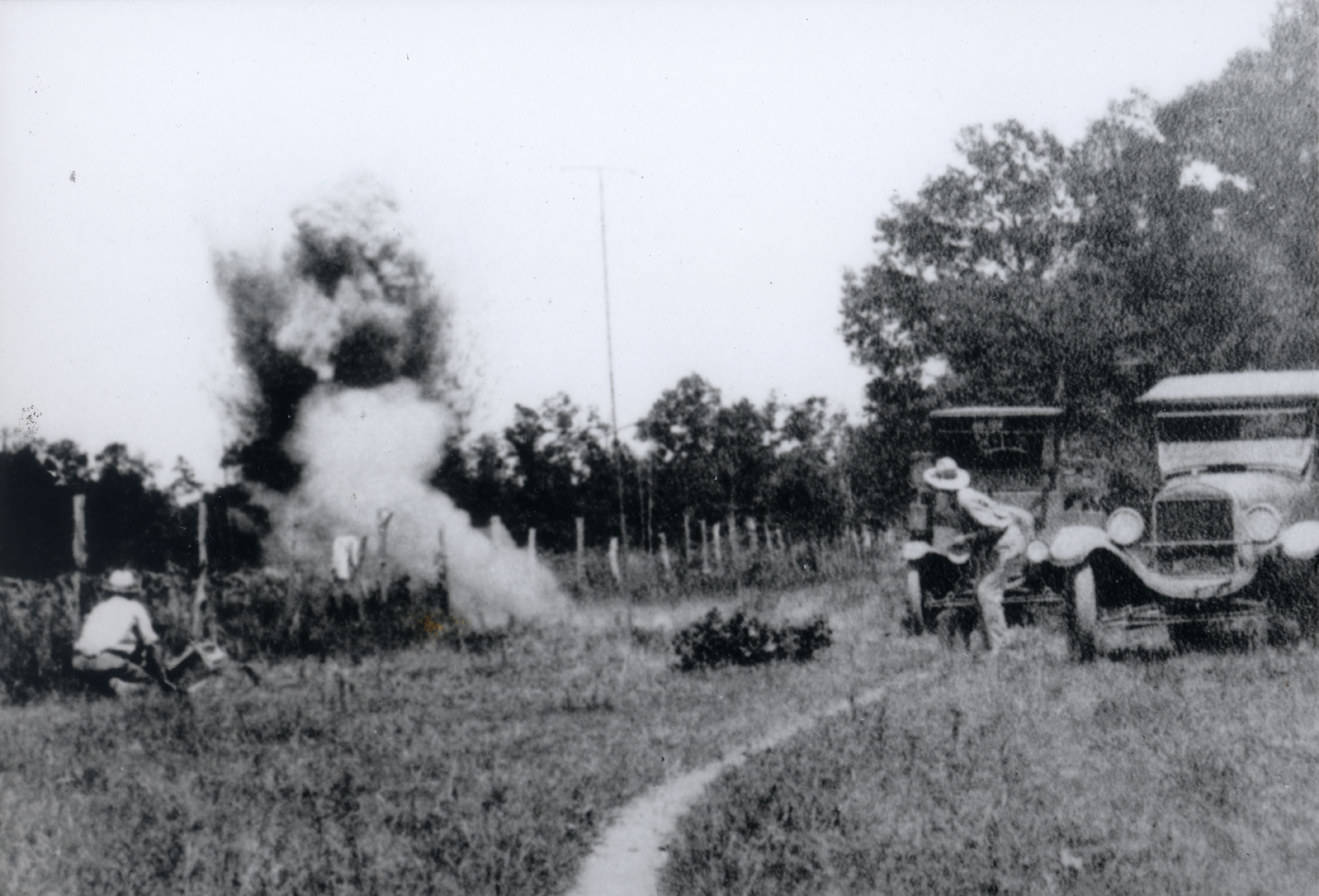
Refraktionsschuss in den USA

Ludger Mintrop meldete am 7. Dezember 1919 sein Patent Verfahren zur Ermittlung des Aufbaues von Gebirgsschichten an. Die Gründung der Seismos erfolgte am 4. April 1921 durch Mintrop und die Montankonzerne Deutsch Lux, Phoenix, Hoesch, Thyssen und Rheinstahl. Ziel des Unternehmens war es, Gebirgsschichten und nutzbare Lagerstätten zu erforschen.
Erste Arbeiten in Deutschland (Neuengamme, Wietze), Österreich, Polen, den Niederlanden und Schweden galten der Erfassung und Abgrenzung von Salz- und Kohlelagerstätten sowie von Erzkörpern und Quarzitlagern. Um lesbare Signale zu erhalten, wurden künstliche Erdbeben mit enormen Sprengstoffmengen erzeugt. Mintrop entwickelte ein neues Verfahren, das unter der Bezeichnung Refraktionsseismik bekannt wurde. Mittels dieses Verfahrens konnten Salzstöcke in den niedersächsischen Erdölregionen erkundet werden und über diesen Umweg stieß man auf Erdöl.

### Durchbruch und Krise der Seismos

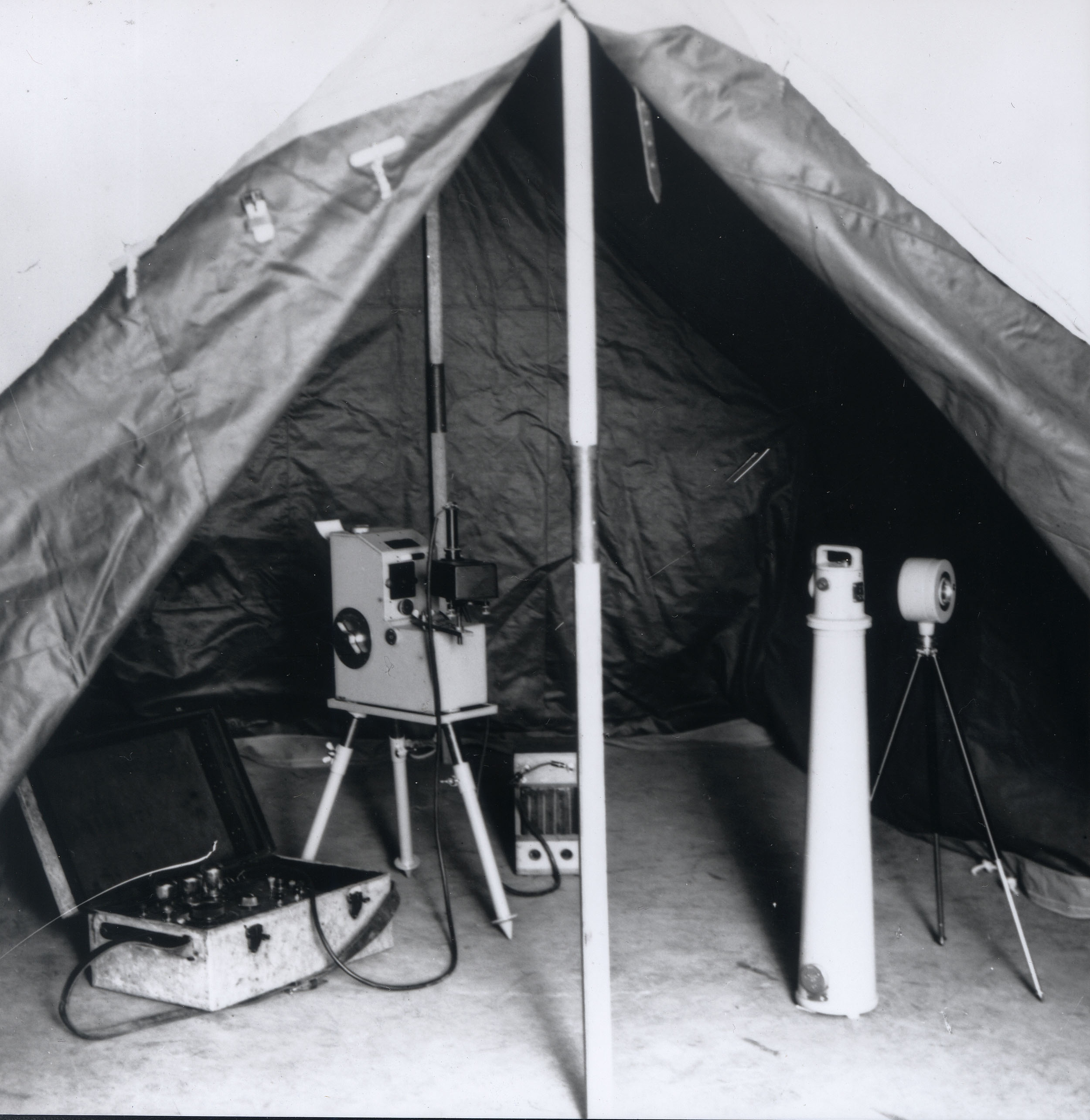
Registrierzelt mit Funkempfänger, optischer Registriereinrichtung, Seismograph, Schalldose (v.l.)

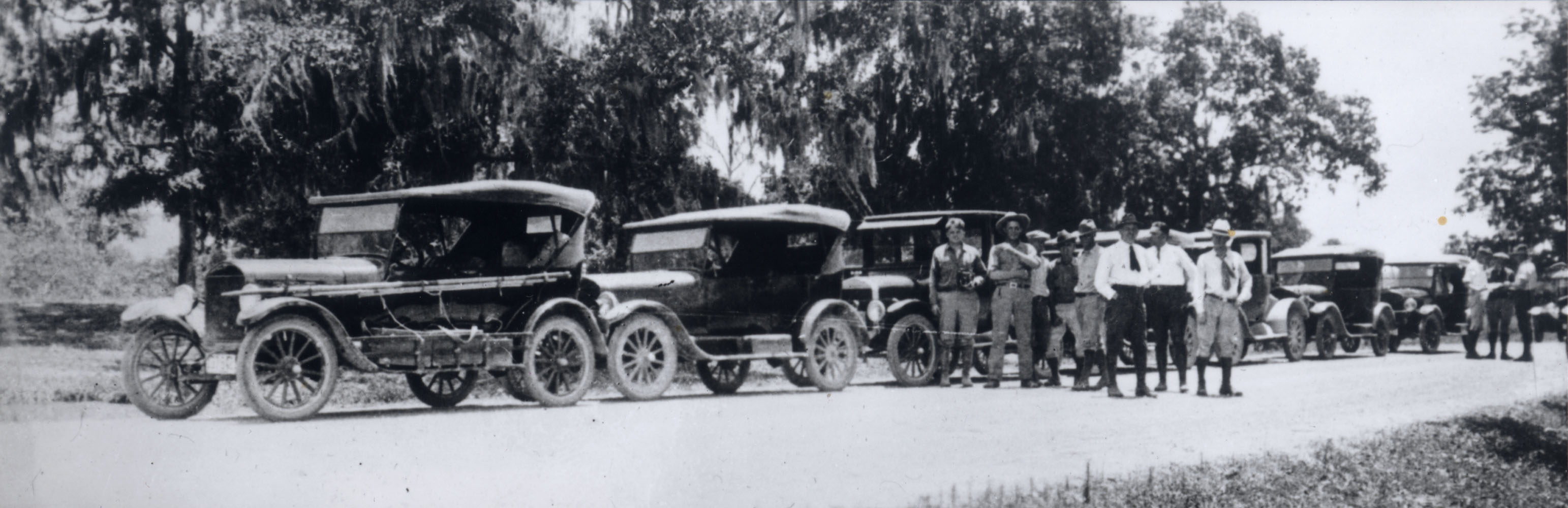
Voll motorisierter Seismos-Trupp in Louisiana, 1926

Im Jahr 1923 gelang Seimos der Durchbruch als Aguila, eine Tochtergesellschaft von Royal Dutch Shell einen Seismos-Messtrupp nach Mexiko holte, um die Golden-Lane-Ölfelder weiter in Neuland vorzutreiben. Noch im gleichen Jahr wurde die Seismos in den USA für das Unternehmen Marland Oil Company, das heute unter Conoco firmiert, eingesetzt. Weitere Einsätze erfolgte für Gulf Oil und auch für Roxana, einer Shell-Tochter. Am 19. November 1924 wurde der erste Salzstock in Texas unweit von Houston durch einen Messtrupp von Seismos für die Gulf Oil gefunden. Nachdem man die Salzstockflanken abgebohrt hatte, stieß man auf ein ergiebiges Ölfeld.
Der Fund erzeugte in den USA ein großes Medienecho, was das Suchverfahren schnell bekannt machte. Von einem deutschen Patent war die Rede und von Wissenschaftlern, die aus Deutschland angereist waren und es verstanden, mit einem Zaubermittel umzugehen. Im Anschluss wurden Seismos-Messtrupps auch in Ägypten, dem Irak und dem Iran eingesetzt.
Das Monopol der Seismos begann nach zirka fünf Jahren zu bröckeln, da Mintrops Verfahren und Instrumentarium, gleichwohl patentgeschützt, kopiert wurden. Mit dem Beginn der Weltwirtschaftskrise Ende der 1920er Jahre waren die Aktivitäten von Seismos in Amerika beendet. Deutschland und Europa brachten ebenfalls keine Aufträge. Das innereuropäische Geschäft hatte bis dahin auch nie mehr als fünf Prozent zum Umsatz beigesteuert. Aufgrund der schlechten Wirtschaftslage mussten viele Mitarbeiter das Unternehmen verlassen.

### Reichsaufnahme, Gründung der Prakla und Zweiter Weltkrieg –
Die Situation änderte sich in den 1930er Jahren zu Gunsten des Unternehmens. Im Rahmen der geophysikalischen Reichsaufnahme wurde ab 1934 das Reichsgebiet mit magnetischen, gravimetrischen und seismischen
Untersuchungen geophysikalisch vermessen. Zur Messung der Schwerkraft war in mehrjähriger Arbeit von der Seismos GmbH das Thyssen-Gravimeter entwickelt worden (benannt nach Stephan Baron von Thyssen), das im selben Jahr vorgestellt wurde und 1937 auf der Weltausstellung in Paris mit der Goldmedaille ausgezeichnet wurde. Es war das erste Gravimeter der Welt, das serienmäßig (in einer Auflage von rund 100 Stück) für den Einsatz im Gelände gebaut wurde. In der Folge entdeckte man verschiedene Salzstöcke in Nordwestdeutschland, die zu neuen Öl- und Gaslagerstätten führten. Die Auftragslage der Seismos war damit gesichert und es gelang, in rascher Folge eine Reihe neuer Felder, wie beispielsweise Heide in Holstein, Reitbrook bei Hamburg, Broistedt und Gifhorn aufzufinden.
Während der geophysikalischen Reichsaufnahme kam es am 23. März 1937 zur Gründung der Prakla GmbH, die unter starkem staatlichen Einfluss stand. Zum Leiter wurde Bernhard Brockamp ernannt. Ein ehemaliger Seismos-Mitarbeiter, Friedrich Trappe, übernahm die Aufgabe, die neue Gesellschaft mit dem Verfahren der Reflexionsseismik vertraut zu machen, das in den USA zu dominieren begann und die Refraktions-Methode überflügelt hatte. Während des Zweiten Weltkriegs waren viele Explorations-Trupps in den besetzten Gebieten, insbesondere in Russland, im Einsatz.

### Nachkriegszeit

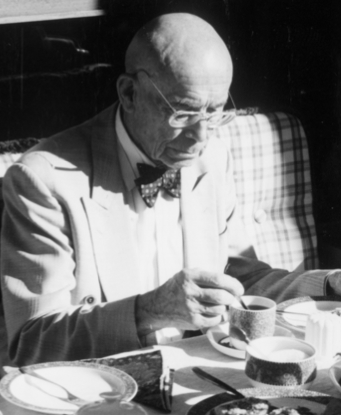
Waldemar Zettel, 1963 Ehrensenator der TH Hannover, ab 1968 Ehrenmitglied der Deutschen Geophysikalischen Gesellschaft

Nach dem Zweiten Weltkrieg blieb nur wenig von beiden Gesellschaften übrig. Dem promovierten Ingenieur und Geophysiker Waldemar Zettel (* 1903), der von 1934 bis 1936 bei Seismos, dann bei der Nachrichtenmittel-Versuchsanstalt der Marine und von 1939 bis 1968 bei Prakla tätig war, gelang es, die Splitter der Prakla aus Berlin und aus der Sowjetischen Besatzungszone zwischen 1947 und 1949 nach Niedersachsen zu holen und in Hannover neu zu formieren. Beide Gesellschaften erlebten den allgemeinen Aufschwung mit und dehnten ihre Anwendungsfelder wieder weltweit aus. Bereits vor dem Krieg hatte die Seismos zwei deutsche Geophysik-Betriebe übernommen, die Erda AG und die renommierte Exploration mit ihrem amerikanischen Ableger, der Namex, während die Prakla die Elbof übernahm. Für beide Gesellschaften bedeutete dies eine Ausdehnung ihrer Aktivitäten in Bereiche, die sie bislang vernachlässigt hatten, wie magnetische, gravimetrische und elektrische Verfahren. Ein schwerer Unfall durch eine Explosion bei Bohrungen ereignete sich am 31. Januar 1957 in Bad Grönenbach. Bei diesem Unfall wurden 7 Menschen getötet und 2 schwer verletzt.

### Fusion
Die Übernahme und quasi Verstaatlichung der Seismos durch die Prakla im Jahr 1963 war ein Politikum, weil der damalige politische Trend in Richtung Privatisierung lief. Ludger Mintrop hatte die Seismos bereits 1933 verlassen; auch die übrigen Gesellschafter hatten ihre Anteile an Thyssen verkauft. Damit wurde die Thyssen-Gruppe alleiniger Eigentümer von Seismos. Der Kaufpreis, den Prakla für Seismos zahlte, soll gering gewesen sein. Ungeachtet dessen war durch die Fusion eine potente Gruppierung entstanden. Das neue Unternehmen wurde international erfolgreich.

## Aufstieg und Niedergang der Gesellschaft

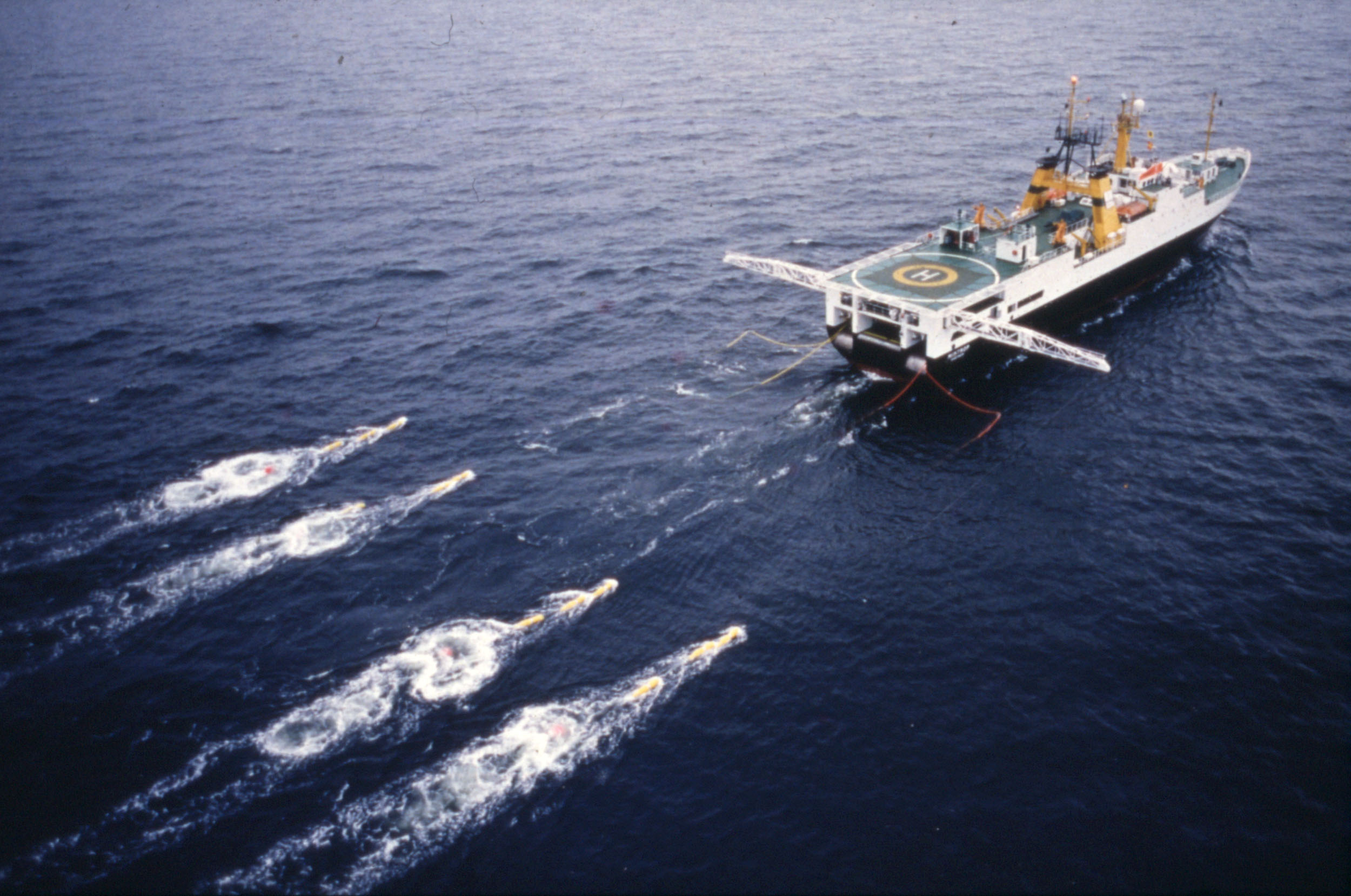
Messschiff SV Mintrop im Hochseeeinsatz

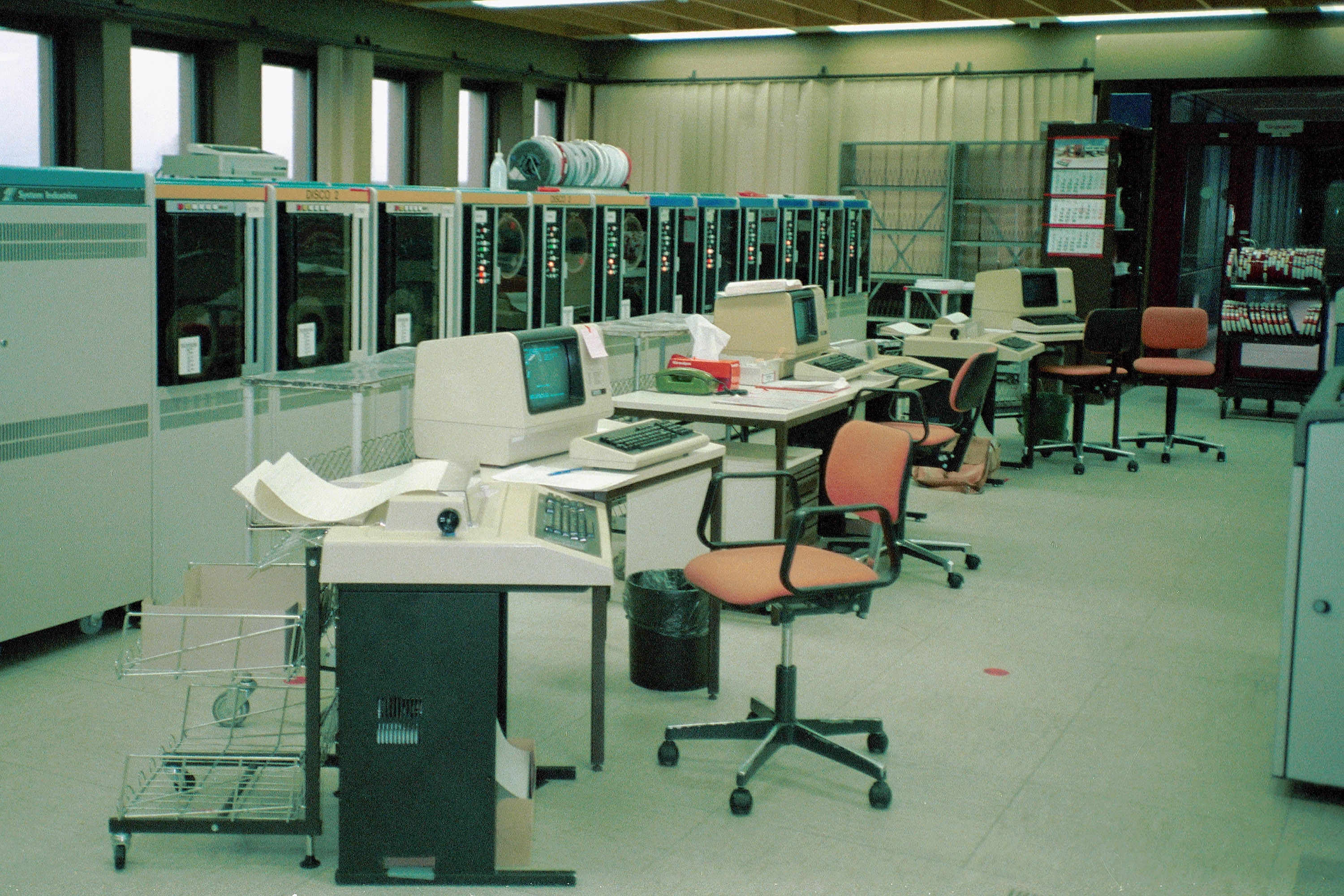
Datenzentrum (VAX-Bereich) in Hannover, ca. 1990

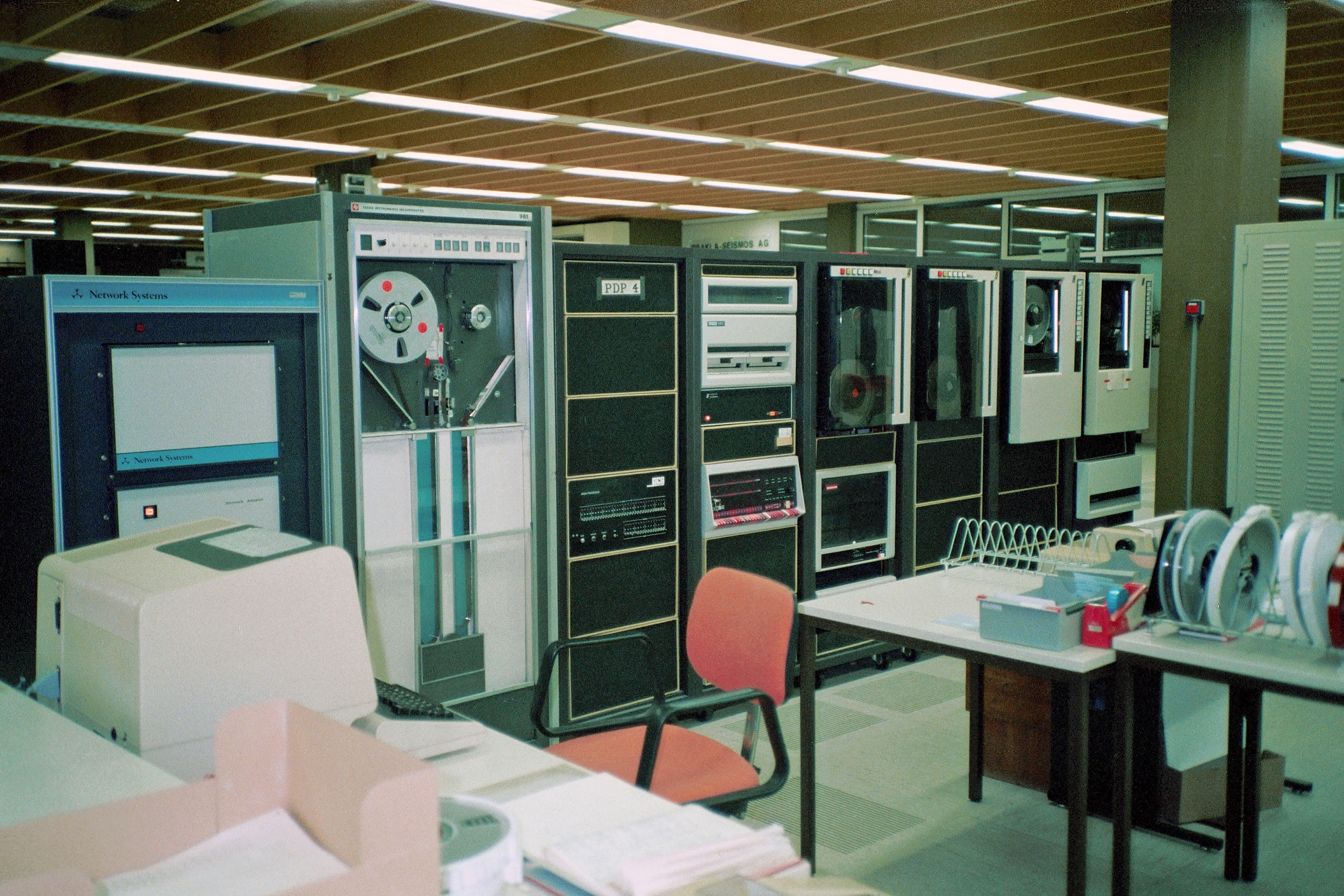
Datenzentrum (PDP-Bereich) in Hannover, ca. 1990

Im Zuge der rasanten Entwicklung war die Gesellschaft bestrebt, alle geophysikalischen Verfahren weltweit anzuwenden, zu Lande, unter Tage, auf dem Wasser und in der Luft. Im Laufe ihrer Entwicklung hat die Gesellschaft in 18 europäischen und 29 außereuropäischen Ländern gearbeitet. Gesucht wurde neben Erdöl und Erdgas nach Erzen – auch Uran – sowie nach Grund- und Thermalwasser. Außerdem erkundete die Gesellschaft den Verlauf von Kohleflözen und erfasste und überwachte die Auslaugung von Kavernen in Salzstöcken für die Öl- und Gasspeicherung. Dies geschah durch den Einsatz von angewandter Seismik sowie gravimetrischer und magnetischer Messungen. Zur Bewältigung dieser Aufgaben wurden Geräte, Systeme und Programme benötigt, die der Markt nicht oder nicht in der von der Firma gewünschten Art und Qualität zur Verfügung stellen konnte. Prakla-Seismos baute und entwickelte aus diesem Grund vieles selbst, wie Vibratoren, fahrbare Bohrgeräte aller Kaliber, Geräte zur exakten Schiffspositionierung, Seemesskabel, Luft- und Wasserpulser. Die Entwicklung von eingebetteten Systemen und Software erfolgte ebenfalls in Eigenregie. Prakla-Seismos verkaufte diese Geräte, Systeme und Programme auch an Dritte.
In dieser Zeit wurden große Investitionen getätigt. So wurde 1982 ein zentraler Firmensitz in Hannover–Groß-Buchholz für rund 800 Mitarbeiter aufgebaut und damit die zuvor verteilte Belegschaft zusammengefasst. Das Unternehmen verfügte über ein eigenständiges Datenzentrum mit Großrechnern. Sehr früh führte man in allen Sparten digitale Technik und die neuartige Vibro-Seismik ein. Drei hochseegängige Messschiffe wurden gebaut und ausgerüstet. Außerdem vier Flachwasser–Messschiffe für Messungen im Küstenbereich.
In Uetze bei Celle entstand im Jahr 1972 die Prakla-Seismos Geomechanik GmbH. Hier wurden alle Vibratoren und fahrbaren Bohrgeräte für die Stammgesellschaft entwickelt, gebaut und verkauft. Ein ausgedehntes Brunnenbohrprogramm in Ghana, Gambia, Guinea-Bissau, Marokko, Senegal und dem Tschad beschäftigte Teile der Geomechanik über viele Jahre. In Ghana allein wurden über 3000 Brunnen gebohrt und eingerichtet. Auch die oberirdischen Anlagen wurden erstellt.
Im Jahr 1973 übernahm der Diplom-Bergingenieur Gerd Eyssen (* 1927 in Indonesien) in Hannover die Geschäftsführung von Prakla-Seismos Geomechanik. 1985 wurde die GmbH in eine Aktiengesellschaft umgewandelt und ein Börsengang geplant. Das Stammpersonal erreicht im Jahr 1985 mit 1849 Mitarbeitern seinen Spitzenwert, der dann kontinuierlich absank. Für 1988 wies der Geschäftsbericht nur noch 1417 Mitarbeiter aus und Mitte 1986 geriet das Unternehmen erneut in die Krise. Der Ölpreisverfall hatte die Ölkonzerne veranlasst, die Explorationskosten drastisch einzuschränken. Verträge wurden nicht erneuert, neue nicht mehr abgeschlossen. Die Pläne für einen Börsengang, die zuvor auch vom für das Staatsunternehmen zuständigen Bundesfinanzminister Gerhard Stoltenberg befürwortet worden waren, wurden aufgegeben.

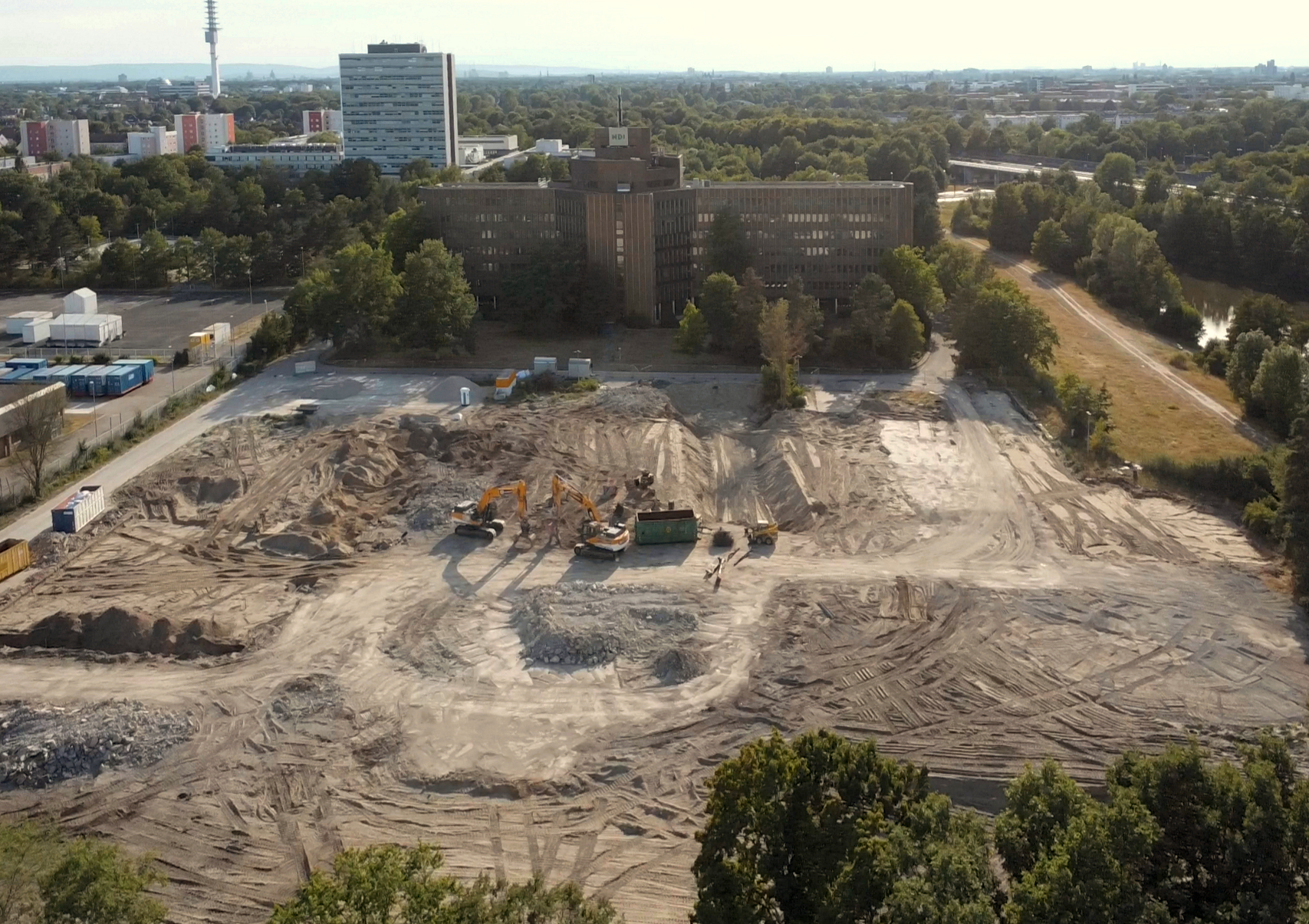
Nach dem Abriss der Firmengebäude, 2022

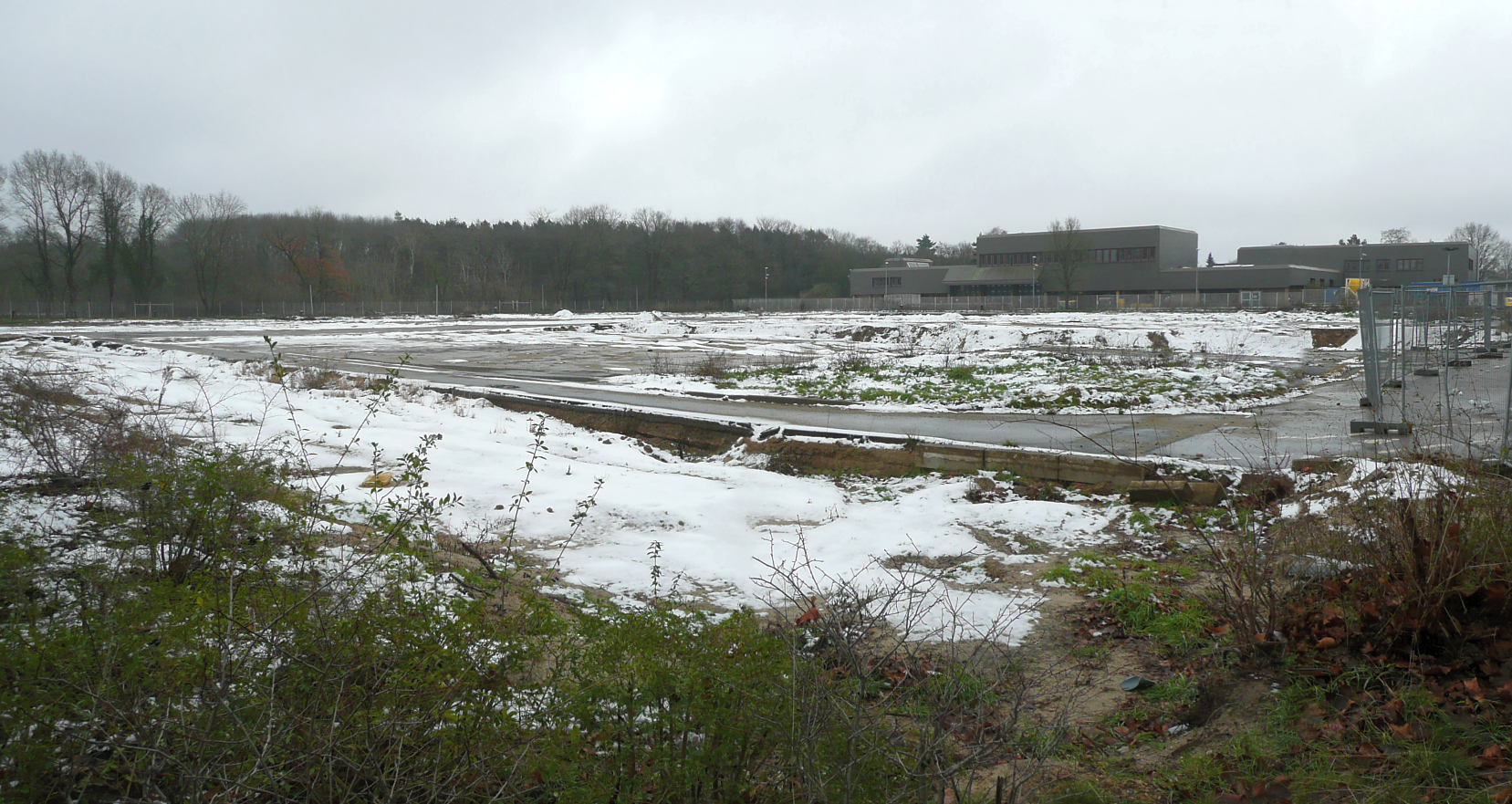
Geländezustand 2023

Nach weiteren schlechten Ergebnissen wurde das Unternehmen am 18. April 1991 wieder in eine GmbH umgewandelt und kurz darauf an Schlumberger verkauft und zerschlagen. Der Name Seismos wurde sofort aufgegeben. Prakla existierte als Geco-Prakla noch für einige Zeit weiter. Im Jahr 2004 erwarb die Bauer AG die Mehrheit an der Prakla Bohrtechnik, 2007 durch die Übernahme der GWE-Gruppe auch die übrigen 40 % der Anteile. Die Prakla Bohrtechnik mit Sitz in Peine-Stederdorf konzentrierte sich innerhalb der Bauer-Gruppe auf das Segment der Brunnenbohrgeräte unter anderem für Grundwasser, Öl und Gas sowie Erkundungsbohrungen.
Der 1982 errichtete Firmensitz in Hannover, der eine Nachnutzung durch HDI hatte, wurde 2022 für den Neubau eines Bürokomplexes abgerissen.